# Saint-André-d'Embrun

Saint-André-d'Embrun este o comună în departamentul Hautes-Alpes, Franța. În 1 ianuarie 2022 avea o populație de 708 de locuitori.